# Aconitum lobulatum
Aconitum lobulatum är en ranunkelväxtart som beskrevs av Wen Tsai Wang. Aconitum lobulatum ingår i släktet stormhattar, och familjen ranunkelväxter. Inga underarter finns listade i Catalogue of Life.